# Los Incas - Parque Chas (métro de Buenos Aires)
Pour le groupe musical, voir Los Incas.
Los Incas - Parque Chase, anciennement Los Incas, est une station de la ligne B  du métro de Buenos Aires. Elle est située avenue de los Incas (es) à l'intersection avec l'avenue Triumvirat, dans le quartier Parque Chas, à proximité de Villa Ortúzar, dans la ville de Buenos Aires en Argentine.

## Situation sur le réseau
Établie en souterrain, la station Los Incas - Parque Chas est située sur la ligne B du métro de Buenos Aires, entre la station Echeverría (es), en direction de la station terminus ouest Juan Manuel de Rosas (es), et la station Tronador - Villa Ortúzar (es), en direction de la station terminus est Leandro N. Alem (es).

## Histoire
La station terminus, alors dénommée Los Incas, est mise en service le 9 août 2003, lors de l'ouverture à l'exploitation du prolongement de Federico Lacroze à Los Incas. Le coût de cette section est estimé à 47 millions de dollars.
Le nom de la station à sa création était "Los Incas", mais lorsqu'en 2005 le quartier de Parque Chase récupère officiellement son statut de quartier de la capitale, il est décidé d'inclure ce nom dans celui de la station qui devint alors Los Incas - Parque Chase.
Elle devient une station de passage le 28 juillet 2013, lors de l'ouverture à l'exploitation du prolongement suivant de Los Incas - Parque Chas à Juan Manuel de Rosas (es).

## Services aux voyageurs

### Accès et accueil
La station a un hall situé à l'extrême ouest et comprend deux groupes d'accès. Le premier, sur l' Avenida Combattantes de Malvinas, possède un escalier fixe et un escalator, en plus de l'ascenseur extérieur ; le second est situé au carrefour des avenues Avenida Los Incas et Avenida Triumvirat.. La station est accessible aux personnes en situation de handicap visuel et à la mobilité réduite.

### Desserte

Installations
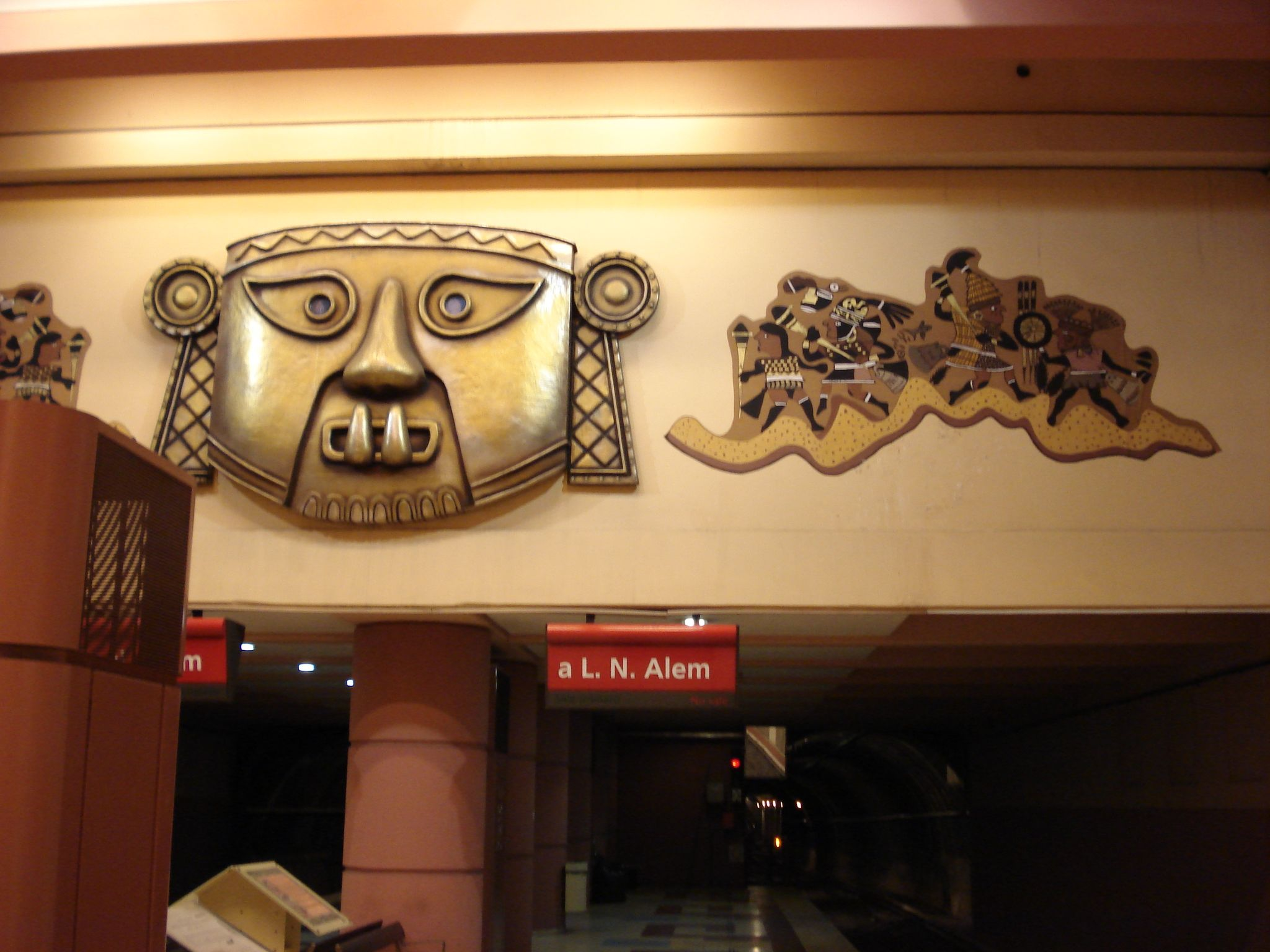
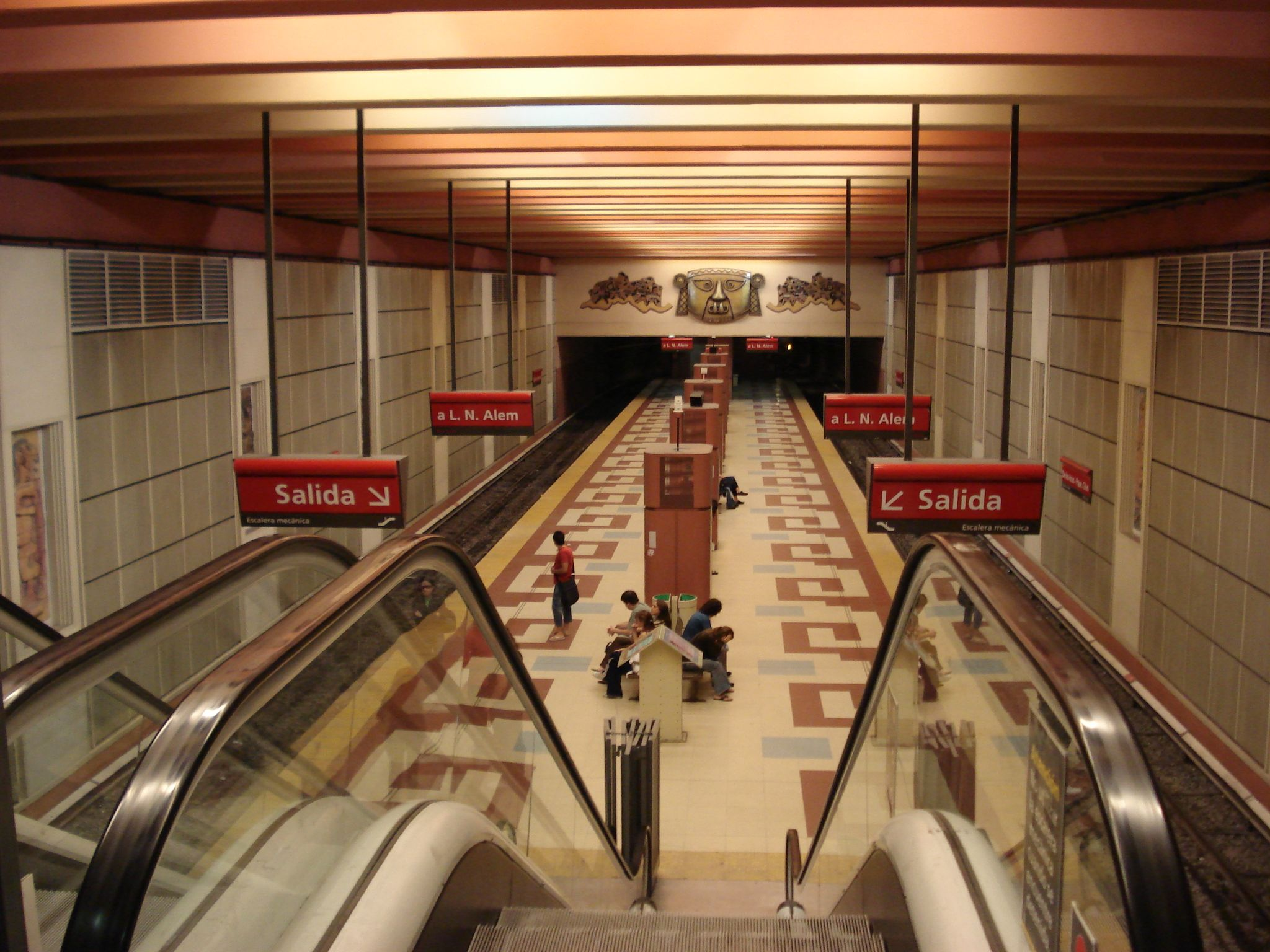
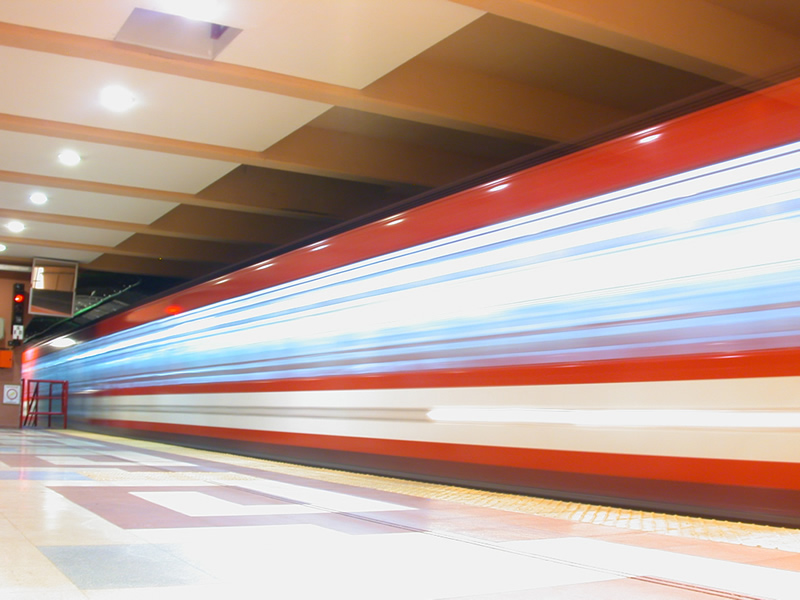

## L'art dans la station
La station Los Incas est décorée de dessins inspirés de motifs précolombiens qui développent des thèmes de la culture aborigène. Ces œuvres furent réalisées par les artistes Armando Dion et María Eger Lan. Sur le quai, un gigantesque masque doré réalisé par Hector Pianola, ancien scénographe du Taro Colón, est exposé.
Elle est également dotée d'une salle d'exposition, qui a tout d'abord servi à exposer au public les restes d'un glyptodon mis au jour durant l'excavation des tunnels.